# Еклампсія

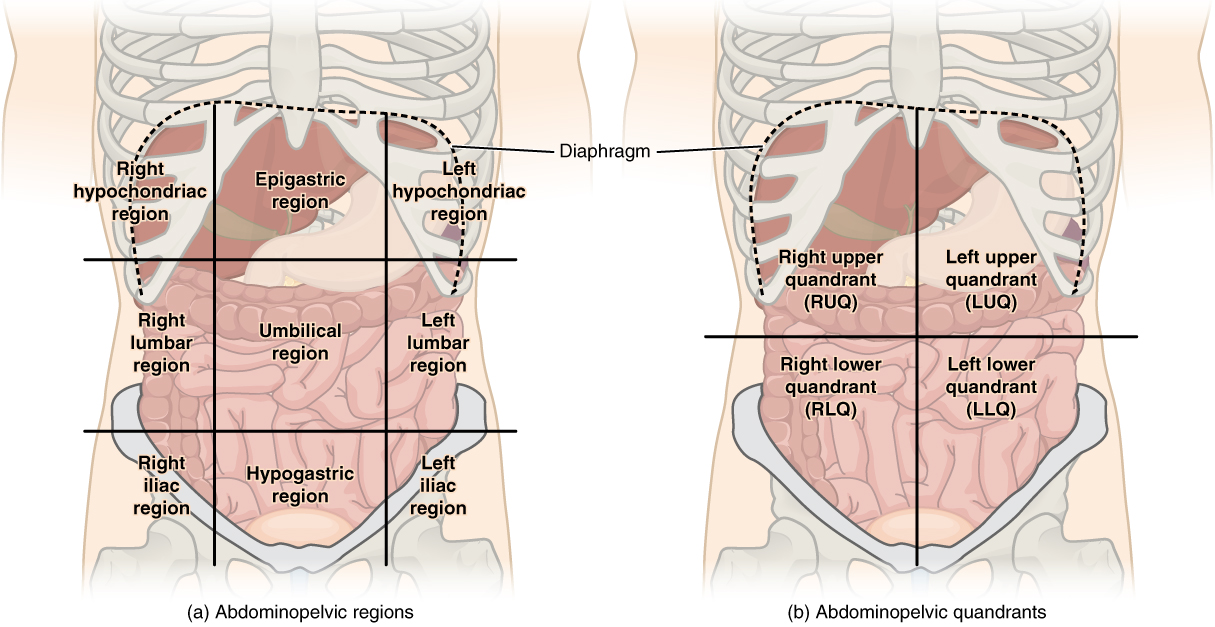
Пов'язаний з еклампсією біль може з'являтись в епігастрії (правий верхній квадрант)

Еклампсі́я (лат. eclampsia від дав.-гр. ἔκλαμψις — «спалах, раптове виникнення») — форма пізнього гестозу вагітності, патологічний стан під час вагітності, пологів і в післяпологовий період, що розвивається з прееклампсії за відсутності правильного лікування нефропатії. Для еклампсії характерні судомні напади, які розвиваються в певній послідовності. Під час і після нападів хвора може померти від набряку легень, крововиливу в мозок, асфіксії, плід нерідко гине в утробі.

## Симптоми та перебіг
Окрім типової для нефропатії тріади симптомів (набряки, гіпертензія, альбумінурія), виникають головний біль, розлади зору (пелена перед очима, миготіння мушок і т. д.) та біль у підвилочковій ділянці, іноді блювання, безсоння, пригнічений настрій. Прееклампсія у будь-який момент може перейти у еклампсію — найвищу стадію розвитку пізнього токсикозу.
Для еклампсії типові напади судом. Перед початком нападу головний біль зазвичай посилюється, зір погіршується, АТ підвищується. Спочатку з'являється незначне сіпання м'язів обличчя, також слабкий, а потім виражений тремор м'язів тулуба та кінцівок, повіки закриваються. Потім настає тетанічне скорочення м'язів усього тіла; тулуб напружується, дихання припиняється, обличчя стає синім (тонічні судоми). Після тонічних судом починаються посіпування м'язів обличчя, тулуба та кінцівок (клонічні судоми). Судоми поступово послаблюються, з'являється охрипле дихання. Кожний напад триває 1-2 хв. Після припинення судом коматозний стан (екламптична кома) зберігається зазвичай не більше 1 годин, іноді декілька годин та навіть діб. Свідомість повертається поступово, іноді новий напад може повторитися, коли хвора ще не прийшла до тями. Число нападів буває різним: від 1-2 до 10 та більше. Після пологів напади, як правило, припиняються.
Еклампсія небезпечна для вагітної та плоду. Під час нападу можуть відбутися прикушування язика, переломи, забиття. Іноді спостерігається анурія, аспіраційна пневмонія, психози. Вагітна може загинути навіть під час першого нападу від крововиливу у мозок, асфіксії, набряку легень, падіння серцевої діяльності.

### Ускладнення
- Серцева недостатність
- Набряк легень
- Гостра дихальна недостатність
- Ураження головного мозку (тромбози, набряк, крововиливи, ішемія)
- Відшарування сітківки та крововилив в неї
- Синдром диссемінованого внутрішньосудинного згортання крові
- Печінкова недостатність (у зв'язку з некрозом, крововиливами у тканину печінки)
- Розрив печінки
- Ниркова недостатність (внаслідок некрозу та крововиливів у нирки) та ін.

## Лікування
Лікування спрямоване на припинення та запобігання судомам, усунення артеріальної гіпертензії, запобігання порушенню дихання.
Повний спокій з усуненням усіх видів подразників — зорових, слухових, тактильних та больових. Туалет хворої при надходженні, обстеження, катетеризацію, ін'єкції, кровопускання та усі інші маніпуляції проводять під легким ефірним наркозом на фоні закисно-кисневого наркозу або фторотану. Хвора повинна перебувати в окремій палаті з затемненими вікнами, де не повинно бути шуму, зайвих рухів, галасу та створені умови для інтенсивної терапії. За хворою потрібен постійний нагляд. Тривалий лікувально-збережувальний режим забезпечують шляхом комплексного застосування нейролептиків (10 мг дроперидолу у 20 мл 40 % розчину глюкози), седативних (10 мг діазепаму), антигістамінних (дипразин — 1-2 мл 2,5 % розчину) засобів.
Під час нападів вводити будь які предмети між корінними зубами (роторозширювач, шпатель або просто ручку ложки, обгорнуту у марлю) категорично не можна — це спричиняє пошкодження зубів і аспірацію їх уламків. Запобігають різким рухам для уникнення переломів. Щойно з'явився вдих, дають кисень до зникнення ціанозу обличчя. Видаляють слину з ротової порожнини. При порушенні дихання переходять на штучну вентиляцію легень.

## Профілактика
Полягає у систематичному та ретельному спостереженні за вагітною, своєчасному виявленні та раціональному лікуванні усіх попередніх форм пізнього токсикозу (водянки вагітних, нефропатії).